# 121
Glej tudi: število 121
121 (CXXI) je bilo navadno leto, ki se je po julijanskem koledarju začelo na torek.

## Dogodki
- 1. januar

## Rojstva
- 26. april - Mark Avrelij, rimski cesar († 180)